# Ламберт (відьмак)
Ламберт (пол. Lambert) — персонаж літературного циклу "Відьмак" польського письменника Анджея Сапковського, мисливець на чудовиськ, друг Геральта. Герой фільму "На півстоліття поезії пізніше" та другого сезону телесеріалу "Відьмак".

## Біографія
У книгах Анджея Сапковського Ламберт — наймолодший із відьмаків Каер Морхена. Він скептик за вдачею, і з його обличчя не сходить неприємна усмішка. Ламберт з іронією ставиться до магії загалом і чарівниці Трісс Мерігольд зокрема. Він відіграє важливу роль у циклі комп'ютерних ігор про відьмака (особливо у третій частині), де після бою за Каер Морхен може загинути, або почати романтичні стосунки з чарівницею Кейр Мец.

## У екранізаціях
Ламберт став одним із головних героїв фанатського фільму "На півстоліття поезії пізніше". Там його грає польський актор Маріус Дрежек. Цей персонаж з'явився і в другому сезоні американського телесеріалу "Відьмак", де його зіграв Пол Бульйон. Однак Ламберт з'явився лише в кількох сценах і загубився на тлі інших персонажів.